# Diccionario Alcover-Moll
El diccionario Alcover-Moll, llamado así para hacer honor a sus creadores Antoni Maria Alcover y Francesc de Borja Moll, también es conocido como Diccionari Català-Valencía-Balear (DCVB). Es un diccionario descriptivo y etimológico que quiere recoger todo el caudal léxico del catalán, valenciano y balear, una gran fuente para los lingüistas. Realizado con la colaboración de muchas personas que aportan fichas lexicográficas, pero la dirección y las tareas principales fueron llevadas a cabo por mosén Antoni Maria Alcover y su colaborador principal, Francesc de Borja i Moll, gracias al cual la obra fue terminada en 1962. También colaboraron, de manera notable, Manuel Sanchis Guarner y Marqués Aina Moll Marqués
Según el largo subtítulo que tiene este Diccionario, es un "inventario lexicológico y etimológico de la lengua Catalana, valenciana y balear", una obra comprensiva de la lengua que se habla, según el mismo título, en el Principado de Cataluña, en el Reino de Valencia, en las islas Baleares, en el departamento del Pirineo Oriental, en los valles de Andorra, en el margen oriental de Aragón y en la ciudad de Alguer en Sardenya.
El diccionario está formado por diez volúmenes, un total de 9.850 páginas que incluyen más de 160.000 artículos. En estos momentos se puede consultar en línea una versión con 20.000 columnas de texto, 70 megas de información textual y 1.500 ilustraciones en blanco y negro.(escribe una breve introducción).

## Historia
El proyecto se inició en el año 1900 cuando Antoni M. Alcover publicó, desde Mallorca, la Lletra de convit a tots els amics de la llengua catalana, invitando a todos los que quisieran a colaborar en la recolecta de vocabulario. Alcover creó una red de colaboradores mediante sus excursiones filológicas por todo el dominio lingüístico aprovechando sus relaciones con los eclesiásticos, por su cargo de vicario general de Mallorca y por el apoyo del obispo Pere Campins. EN 1901 comenzó a publicar la primera revista de filología del Estado español, de periodicidad mensual, el Boletín del Diccionario de la Lengua Catalana. 
El primer fascículo se publicó en 1926, el primer volumen se acabó de imprimir en 1930 y el último en 1962, a causa del paréntesis de la dictadura franquista.
En 1911 se creó la Sección Filológica del Instituto de Estudios Catalanes (IEC) y mosén Alcover fue nombrado presidente. Mantuvo fuertes discrepancias sobre la organización del Instituto, el diccionario normativo y con los dirigentes de catalanismo. Esto provocó que volviera a Mallorca para dedicarse a su diccionario. fue en este momento que lo llamó Diccionari català-valencià-balear y de esta manera desvinculares del IEC. En 1920 Francesc de Borja Moll se trasladó a Mallorca para incorporarse como secretario y redactor. Cuando mosén Alcove murió, en 1932, Moll asumió la responsabilidad de continuar la obra.
Alcover, orientado por Bernahrd Schädel, se basó en el modelo del Glossaire des patois de la Suisse romande para recoger los datos mediante un gran número de colaboradores de todo el territorio. Esta opción fue solo posible en el momento de euforia catalanista que había en el país y por el trabajo, fuerza de voluntad y arrojo de Alcover, indispensable para la coordinación en una tarea como esta. La hazaña solo era comparable a la del Oxford English Dictionary, salvando las distancias entre las proporciones de las dos comunidades lingüísticas y sus medios. Las tareas del Oxford English Dictionary empezaron el anyo 1860, pero parece que Alcover no conocía los detalles por su germanofilia. Los primeros 11 fascículos del diccionario inglés ya se habían publicado en 1894 y el último, el 125, se publicó en 1928.
Está pendiente la actualización del DCVB, la cual solo se ha hecho en los volúmenes editados primero en la ortografía alcoveriana, aprovechando la actualización ortográfica. Se puede considerar una actualización, pero, el Diccionario Etimológico y Complementario de la Lengua Catalana de Joan Coromines, tiene una estructura diferente y, en ciertos aspectos, inferior a la del DCVB, especialmente por la facilidad de consulta. Todos los estudios de textos antiguos toman como punto de referencia el DCVB, señalando las nuevas unidades descubiertas o las nuevas dataciones.  
La digitalización de textos antiguos permiten hacer un vaciado más exhaustivo que facilitarán la tarea de completar el DCVB. Por otro lado, en este momento el mismo DCVB se encuentra digitalizado. La digitalización fue dirigida por el IEC con la colaboración del Govern de les Illes Balears, de la Generalitat de Catalunya, del Govern d'Andorra y de la editorial Moll, que es la propietaria, y la consulta es accesible en línea, pero con limitaciones, ya que no se puede buscar más que la entrada del artículo. También se lleva a cabo la digitalización de las cédulas o fichas lexicográficas del Diccionario. El objetivo es garantizar la conservación y facilitar la consulta, porque solo una pequeña de su información es la recogida del Diccionario y, por otro lado, partiendo de los conocimientos actuales, puede haber diferencias de interpretación de los datos con los que se redactaron los artículos del Diccionario. EL Boletín del Diccionario de la Lengua Catalana también se encuentra digitalizado igual que los materiales extraídos de los 65 cuadernos de Antoni M. Alcover y de sus colaboradores: Francesc de Borja Moll, Joan Benejam y Jaume Sastre. Todas estas ediciones digitales son obra de María Pilar Perea.